# Bomilkar
Bomilkar (𐤁𐤃‬𐤌𐤋‬𐤒‬𐤓‬𐤕, gr. Βομίλκας, zm. 308 p.n.e.) – kartagiński dowódca wojskowy i polityk, król Kartagińczyków.

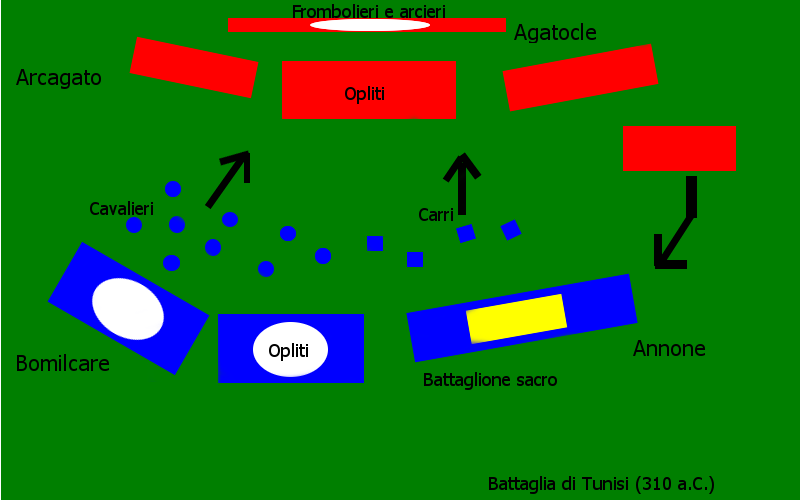
Bitwa pod Tunisem (310 p.n.e.)

W 310 p.n.e. wraz z pewnym Hannonem dowodził wojskiem Kartaginy przeciwko syrakuzańskiej inwazji pod wodzą Agatoklesa. Gdy Hannon poległ w boju, Bomilkar wycofał się z resztą armii do stolicy. Żyjący w I wieku p.n.e. Diodor Sycylijski twierdził, że Bomilkar celowo nie kontynuował bitwy, gdyż planował z pomocą wojska przejąć władzę w Kartaginie, choć możliwe że po prostu chciał we względnym porządku zachować armię złożoną głównie z obywateli.
W 308 p.n.e. Bomilkar usiłował dokonać zamachu stanu. W tym celu odesłał większość armii obywatelskiej w teren, zaś na czele pięciuset sprzyjających mu obywateli i tysiąca (lub 4000) żołnierzy bądź najemników wkroczył na kartagińską agorę (rynek). Mieszkańcy stolicy wystąpili jednak przeciwko puczystom. Puczyści poddali się gdy obiecano im łaskę. Zgodnie z obietnicą darowano im życie, z wyjątkiem Bomilkara, który został skazany na śmierć i ukrzyżowany.